# Keiem

Keiem é uma pequena vila e deelgemeente belga pertencente ao município de Diksmuide, província de Flandres Ocidental. Em 1 de Janeiro de 2007, tinha 1.298 habitantes em 12,92 km² de superfície. Sofreu grandes destruições durante a Primeira Guerra Mundial. O seu principal monumento é a Igreja de São Nicolau. Nos seus arredores existe um cemitério militar, onde jazem os restos de 590 soldados mortos durante  a ocupação da localidade por tropas alemãs, 365 dos quais desconhecidos.

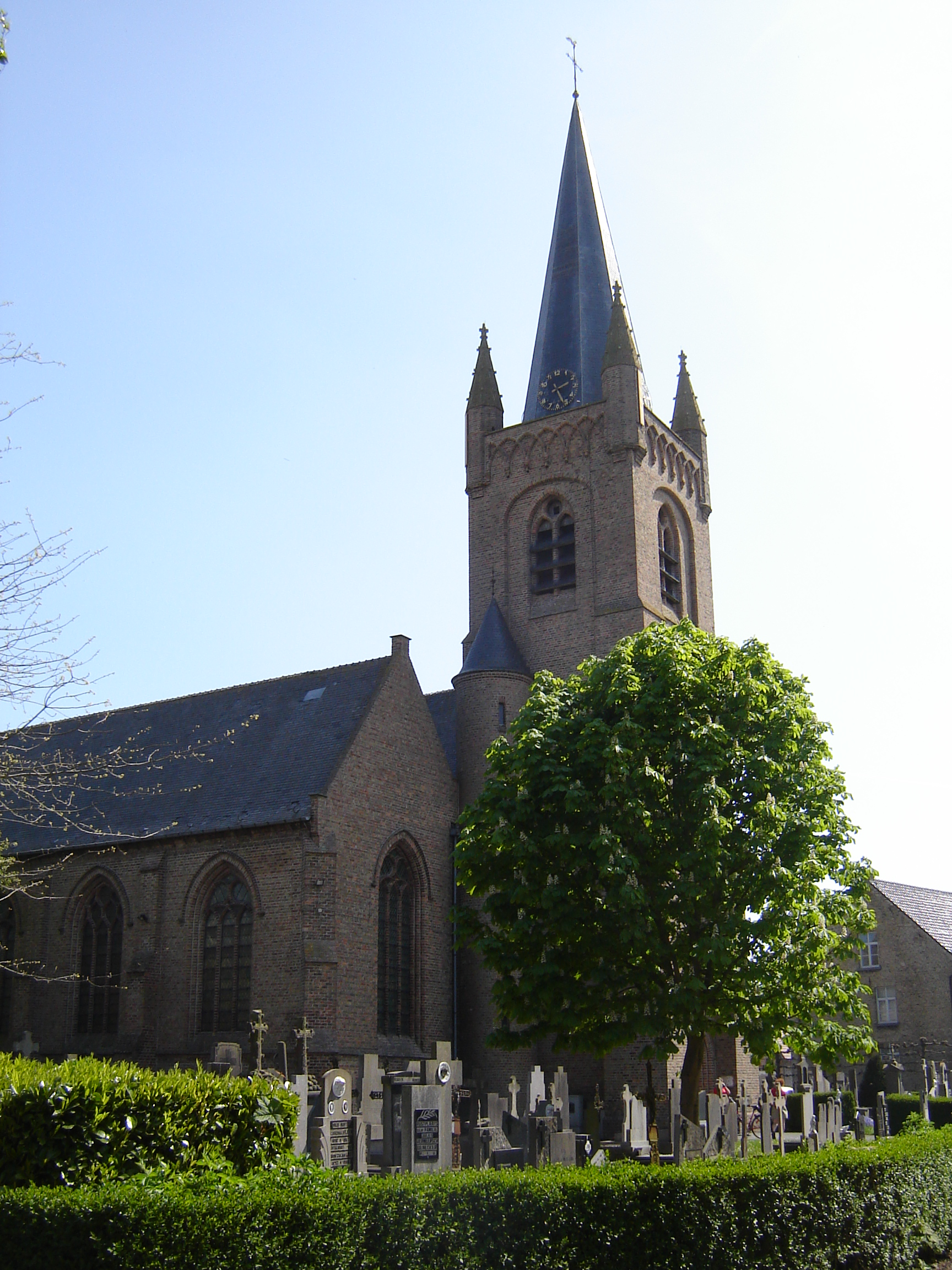
Igreja de São Nicolau, em Keiem.

Localização de Keiem, no município de Diksmuide.